# زهره بن کلاب
زهرة بن کلاب (عربی: زُهرَةِ بن كِلاب بن مُرَّة) پدرِ پدربزرگِ آمنه بنت وهب و بدین‌ترتیب، پدرِ پدرِ پدربزرگِ مادری محمد پیامبر اسلام بود. او همچنین بزرگ طایفهٔ بنی‌زهره از قبیلهٔ قریش در مکه بود.

## زندگی
پدرش، کِلاب بن مُرَّه از فرزندان ابراهیم از طریق پسرش اسماعیل بود. برادر کوچکش قصی بن کلاب، اولین متولی کعبه بود. پس از مرگ پدرش، مادرش، فاطمه بنت سعد با ربیعه بن حرم از قبیلهٔ بنی‌عذره ازدواج کرد.
برادر کوچکترش، قصی بن کلاب، نخستین متولی قریشی کعبه شد و قریش را که نزدیکترین خویشانش بودند، آورد و در مکه در کنار حرم مستقر کرد. که شامل خودش، عمویش، تیم بن مره، پسرعموی دیگرش، مخزوم بن یقظه، و عموزاده‌های دیگرش، جمعه و سهم بودند.